# Полак, Карел
Карел Хендрик Фредерик Полак (нидерл. Carel Hendrik Frederik Polak; 2 сентября 1909, Роттердам — 28 февраля 1981, Угстгест) — нидерландский политик, государственный деятель, министр юстиции Нидерландов (1967—1971). Юрист, правовед.

## Биография
Родился в еврейской семье. Сын адвоката.
С 1927 года изучал право в Лейденском университете. Работал в NV. Во время Второй мировой войны скрывался от фашистов. Работал уборщиком в школе, ночным сторожем на заводе.
В ноябре 1946 года стал профессором экономики и аграрного права в Вагенингенском университете, позже до сентября 1951 года преподавал экономику, право и политологию. С сентября 1951 по апрель 1967 года — профессор административного и аграрного права в университете Лейдена.
Политик. С 5 апреля 1967 года по 6 июля 1971 года был министром юстиции в кабинете премьер-министра П. де Йонга. Созданный де Йонгом кабинет министров стал первым в послевоенной истории страны, прослужившим полностью весь четырёхлетний срок.
В отличие от консервативного кабинета Де Йонга, Полак привнёс много новшеств. Например, он модернизировал закон о разводе, отменил запрет на продажу контрацептивов. По его инициативе в 1971 году была отменена дискриминационная статья Уголовного кодекса Нидерландов по отношению к гомосексуалам.
После отставки правительства стал членом Сената Нидерландов. В 1976 году входил в группу меньшинства Верхней палаты парламента, которая голосовала в пользу закона о бесплатном аборте.
С мая 1971 по март 1977 года Полак был председателем специального комитета по пересмотру Гражданского кодекса страны.

## Награды
- Рыцарь ордена Нидерландского льва (1963)